# Ларсен, Томми Свиндаль
Томми Свиндаль Ларсен (норв. Tommy Svindal Larsen; род. 11 августа 1973, Шиен) — норвежский футболист, выступавший на позиции опорного полузащитника. Играл за норвежские клубы «Одд», «Старт» и «Стабек», сыграл 24 матча за сборную Норвегии.

## Клубная карьера
Уроженец города Шиен. Дебютировал в возрасте 15 лет в Первом дивизионе Норвегии за команду «Одд», в возрасте 17 лет был подписан клубом «Старт» из Кристиансанна, однако уступал место в стартовом составе другим игрокам и в 1994 году ушёл в «Стабек», только-только пробившийся в лигу. В составе «Стабека» Свиндаль Ларсен стал игроком основного состава: изначально его рассматривали как атакующего полузащитника, но позже его роль стала сводиться к роли «разрушителя». В «Стабеке» он образовал связку в центре поля с Мартином Андерсеном, в 1998 году выиграл с командой Кубок Норвегии. Через шесть лет Свиндаль Ларсен уехал играть в «Нюрнберг» по правилу Босмана, покинув норвежский клуб бесплатно в конце 2001 года. Он отыграл свыше 100 игр за четыре года, а затем вернулся в «Одд», где и выступал до конца карьеры.

## Карьера в сборной
Свиндаль Ларсен играл в сборных Норвегии разных возрастных категорий от U-15 до U-21: всего он сыграл 99 матчей за эти сборные, что является рекордом для игроков всех молодёжных и юниорских сборных Норвегии (в том числе 41 матч за сборную U-21). В сборной Норвегии он дебютировал в апреле 1996 года в матче против Испании, однако следующего вызова ждал до января 1999 года (матч против Израиля). В команде он не стал игроком основного состава: свою последнюю, 24-ю игру провёл в 2007 году.

## Личная жизнь
Женат, есть четверо детей.

## Статистика

### Выступления за клубы[4]
| Сезон            | Клуб             | Дивизион          | Лига | Лига | Кубок | Кубок | Итого | Итого |
| Сезон            | Клуб             | Дивизион          | Игры | Голы | Игры  | Голы  | Игры  | Голы  |
| ---------------- | ---------------- | ----------------- | ---- | ---- | ----- | ----- | ----- | ----- |
| 2001/02          | Нюрнберг         | Бундеслига        | 21   | 1    | 0     | 0     | 21    | 1     |
| 2002/03          | Нюрнберг         | Бундеслига        | 30   | 0    | 3     | 0     | 33    | 0     |
| 2003/04          | Нюрнберг         | Вторая Бундеслига | 29   | 1    | 2     | 0     | 31    | 1     |
| 2004/05          | Нюрнберг         | Бундеслига        | 29   | 0    | 1     | 0     | 30    | 0     |
| 2005             | Одд              | Типпелига         | 11   | 1    | 1     | 0     | 12    | 1     |
| 2006             | Одд              | Типпелига         | 23   | 1    | 1     | 0     | 24    | 1     |
| 2007             | Одд              | Типпелига         | 19   | 0    | 3     | 0     | 22    | 0     |
| 2008             | Одд              | Адекколиген       | 27   | 1    | 2     | 1     | 29    | 2     |
| 2009             | Одд              | Типпелига         | 22   | 0    | 4     | 0     | 26    | 0     |
| 2010             | Одд              | Типпелига         | 15   | 0    | 3     | 0     | 18    | 0     |
| 2011             | Одд              | Типпелига         | 22   | 0    | 4     | 0     | 26    | 0     |
| Итого за карьеру | Итого за карьеру | Итого за карьеру  | 248  | 5    | 24    | 1     | 272   | 6     |

### Матчи Ларсена за сборную Норвегии
| Матчи Ларсена за сборную Норвегии | Матчи Ларсена за сборную Норвегии | Матчи Ларсена за сборную Норвегии | Матчи Ларсена за сборную Норвегии | Матчи Ларсена за сборную Норвегии | Матчи Ларсена за сборную Норвегии   |
| --------------------------------- | --------------------------------- | --------------------------------- | --------------------------------- | --------------------------------- | ----------------------------------- |
| №                                 | Дата                              | Соперник                          | Счёт                              | Голы Ларсена                      | Соревнование                        |
| 1                                 | 24 апреля 1996                    | Испания                           | 0:0                               | —                                 | Товарищеский матч                   |
| 2                                 | 2 июня 1996                       | Азербайджан                       | 5:0                               | —                                 | Чемпионат мира 1998 (отбор)         |
| 3                                 | 18 ноября 1998                    | Египет                            | 1:1                               | —                                 | Товарищеский матч                   |
| 4                                 | 20 января 1999                    | Израиль                           | 1:0                               | —                                 | Товарищеский матч                   |
| 5                                 | 22 января 1999                    | Эстония                           | 3:3                               | —                                 | Товарищеский матч                   |
| 6                                 | 16 августа 2000                   | Финляндия                         | 1:3                               | —                                 | Чемпионат Северной Европы 2000—2001 |
| 7                                 | 24 января 2001                    | Республика Корея                  | 3:2                               | —                                 | Товарищеский матч                   |
| 8                                 | 28 февраля 2001                   | Северная Ирландия                 | 4:0                               | —                                 | Товарищеский матч                   |
| 9                                 | 24 марта 2001                     | Польша                            | 2:3                               | —                                 | Чемпионат мира 2002 (отбор)         |
| 10                                | 28 марта 2001                     | Беларусь                          | 1:2                               | —                                 | Чемпионат мира 2002 (отбор)         |
| 11                                | 7 сентября 2002                   | Дания                             | 2:2                               | —                                 | Чемпионат Европы 2004 (отбор)       |
| 12                                | 16 октября 2002                   | Босния и Герцеговина              | 2:0                               | —                                 | Чемпионат Европы 2004 (отбор)       |
| 13                                | 12 февраля 2003                   | Греция                            | 0:1                               | —                                 | Товарищеский матч                   |
| 14                                | 2 апреля 2003                     | Люксембург                        | 2:0                               | —                                 | Чемпионат Европы 2004 (отбор)       |
| 15                                | 30 апреля 2003                    | Ирландия                          | 0:1                               | —                                 | Товарищеский матч                   |
| 16                                | 9 октября 2004                    | Шотландия                         | 1:0                               | —                                 | Чемпионат мира 2006 (отбор)         |
| 17                                | 13 октября 2004                   | Словения                          | 3:0                               | —                                 | Чемпионат мира 2006 (отбор)         |
| 18                                | 30 марта 2005                     | Молдова                           | 0:0                               | —                                 | Чемпионат мира 2006 (отбор)         |
| 19                                | 24 мая 2005                       | Коста-Рика                        | 1:0                               | —                                 | Товарищеский матч                   |
| 20                                | 24 мая 2006                       | Парагвай                          | 2:2                               | —                                 | Товарищеский матч                   |
| 21                                | 1 июня 2006                       | Республика Корея                  | 0:0                               | —                                 | Товарищеский матч                   |
| 22                                | 2 сентября 2006                   | Венгрия                           | 4:1                               | —                                 | Чемпионат Европы 2008 (отбор)       |
| 23                                | 6 сентября 2006                   | Молдова                           | 2:0                               | —                                 | Чемпионат Европы 2008 (отбор)       |
| 24                                | 7 февраля 2007                    | Хорватия                          | 1:2                               | —                                 | Товарищеский матч                   |

Итого: 24 матча / 0 голов; 11 побед, 7 ничьих, 6 поражений.